# Telopea
Genre
Classification phylogénétique

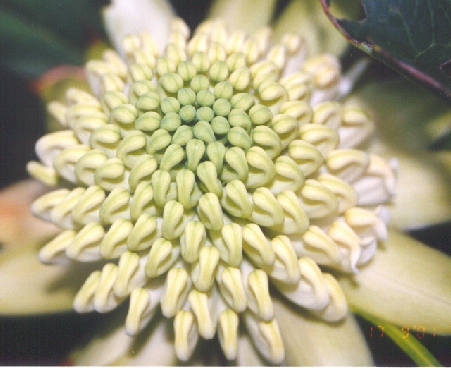
Cultivar de Telopea blanc.

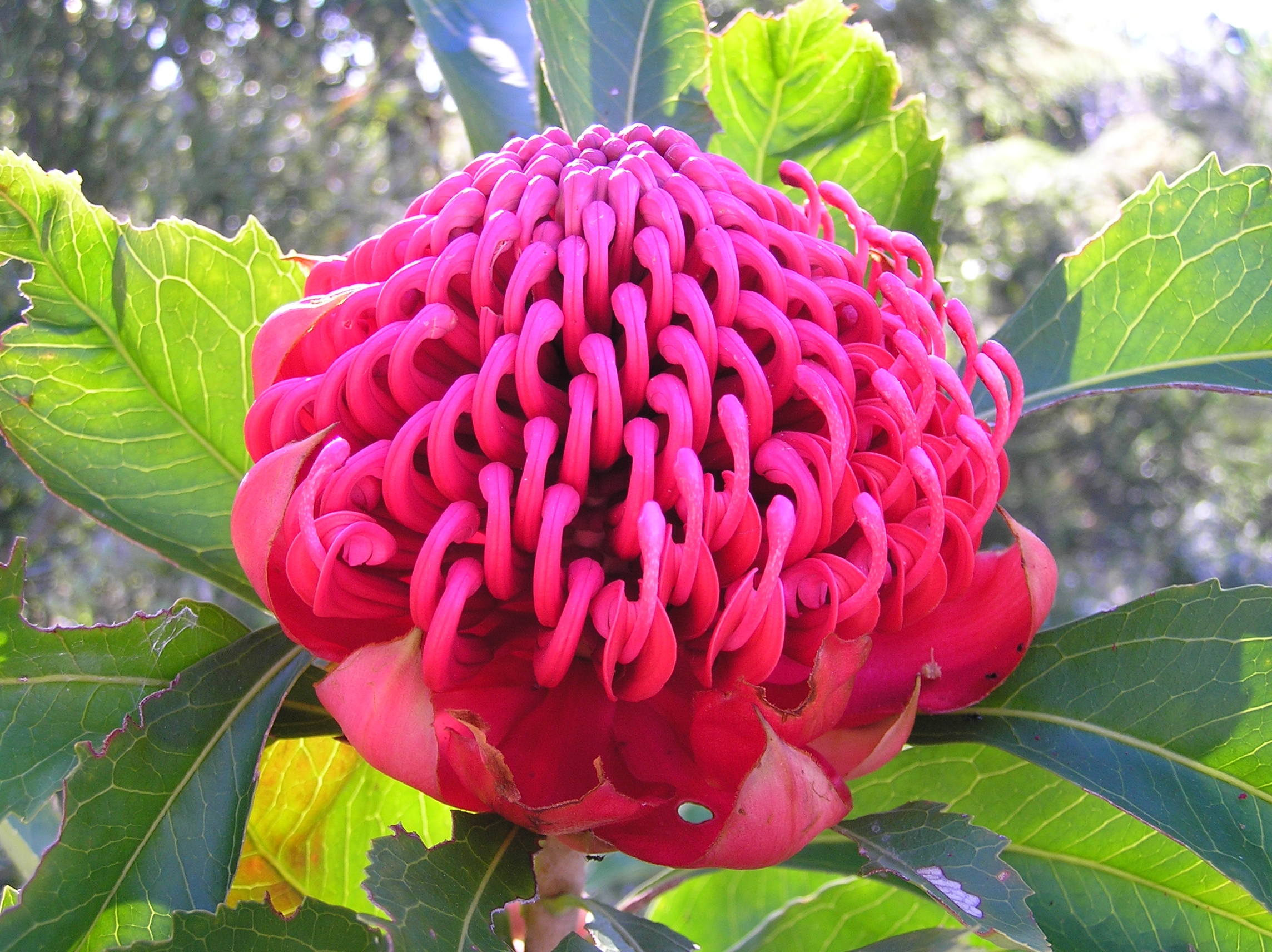
Cultivar de telopea; photo: Suellen Harris.

Telopea (ou Télopée) est un genre de plantes à fleurs de la famille des Proteaceae. Il compte cinq espèces de grands buissons ou petits arbres, originaires du sud-est de l'Australie, en Nouvelle-Galles du Sud,  au Victoria et en Tasmanie. Ils ont des feuilles verticillées de 10 à 20 centimètres de long et de 2 à 3 de large, des grappes de nombreuses petites fleurs rouges formant des boules de 6 à 15 cm de diamètre avec une base de bractées rouges.

## Classification
Dans les Proteaceae, les genres les plus proches sont les Alloxylon, les Oreocallis et les Embothrium, un groupe de plantes à fleurs rouges terminales qui poussent dans les pays de l'hémisphère sud bordant l'Océan Pacifique. Ces quatre genres sont regroupés dans la sous famille des Embothriinae.

### Espèces
Les cinq espèces de telopea occupent toutes un territoire différent avec parfois un très faible chevauchement.
- Telopea aspera - Nord-est de la Nouvelle-Galles du Sud.
- Telopea speciosissima - Est de la Nouvelle-Galles du Sud. C'est la fleur emblème de l'état.
- Telopea mongaensis - Sud-est de la Nouvelle-Galles du Sud.
- Telopea oreades - Sud du Victoria.
- Telopea truncata - Tasmanie.

Telopea speciosissima est originaire de la région de Sydney et de ses alentours y compris les Montagnes Bleues. Ce sont des arbustes pouvant atteindre quatre mètres de haut qui poussent dans les sols limoneux des montagnes et des plateaux. Endémique en Nouvelle Galles du Sud, on la trouve maintenant au Victoria et en Tasmanie à cause de sa popularité.

### Culture
Les telopeas sont des plantes populaires, quoique parfois difficiles à faire pousser, dans les jardins australiens. On a développé plusieurs hybrides et cultivars avec des fleurs blanc-crème, rose ou, comme dans la nature, rouge. Les deux principales variétés blanches s'appellent Telopea "Wirrimbirra White" et T. "Shady Lady White". T. "Shady Lady Pink" et T. "Shady Lady Red" sont des hybrides de Telopea speciosissima et Telopea oreades.
L'école Telopea Park School est située à Canberra en Australie et son emblème est la fleur Telopea Speciossissima.